# Politiezone Sint-Truiden/Gingelom/Nieuwerkerken
De Politiezone Sint-Truiden/Gingelom/Nieuwerkerken (zonenummer 5376) is een Belgische politiezone gelegen in het zuidwesten van de provincie Limburg.

## Overzicht
De politiezone heeft een totale oppervlakte van 200,05 km² en bestaat uit de stad Sint-Truiden en de gemeenten Gingelom en Nieuwerkerken. De zone wordt omringd door de politiezones Limburg Regio Hoofdstad in het noorden, Kanton Borgloon in het oosten, Hesbaye in het zuiden, LAN in het westen en Hageland in het noordwesten.
De politiezone Sint-Truiden/Gingelom/Nieuwerkerken maakt deel uit van het gerechtelijk arrondissement Limburg. Ze werd opgericht in 2002 en is ontstaan uit de voormalige gemeentelijke politiekorpsen van de zone en de rijkswachtbrigade Sint-Truiden. De korpschef is hoofdcommissaris Steve Provost.

## Wijkindelingen
De politiezone is opgedeeld in vijf zones: Centrum, Noord, Oost, Zuid en West.

### Centrum
- Deze zone telt 5 wijken:
  - Wijk Centrum en Station
  - Wijk Fruitwijk
  - Wijk Schurhoven
  - Wijk Sint-Gangulfus
  - Wijk Sint-Pieter

### Noord
- Deze zone telt 10 wijken:
  - Wijk Duras
  - Wijk Binderveld
  - Wijk Gorsem
  - Wijk Kortenbos
  - Wijk Kozen
  - Wijk Melveren
  - Wijk Metsteren
  - Wijk Nieuwerkerken
  - Wijk Runkelen
  - Wijk Wijer

### Oost
- Deze zone telt 11 wijken:
  - Wijk Brustem
  - Wijk Bautershoven
  - Wijk Engelmanshoven
  - Wijk Gelinden
  - Wijk Groot-Gelmen
  - Wijk Industriezone Brustem
  - Wijk Industriezone Schurhoven
  - Wijk Luikersteenweg
  - Wijk Ordingen
  - Wijk Terbiest
  - Wijk Zepperen

### Zuid
- Deze zone telt 11 wijken:
  - Wijk Boekhout
  - Wijk Borlo
  - Wijk Buvingen
  - Wijk Gingelom
  - Wijk Jeuk
  - Wijk Kortijs
  - Wijk Mielen-boven-Aalst
  - Wijk Montenaken
  - Wijk Muizen
  - Wijk Niel
  - Wijk Vorsen

### West
- Deze zone telt 8 wijken:
  - Wijk Aalst
  - Wijk Bevingen
  - Wijk Halmaal
  - Wijk Kerkom
  - Wijk Nieuw Sint-Truiden
  - Wijk Tiensesteenweg
  - Wijk Velm
  - Wijk Wilderen